# Волосатих Павло Михайлович
Павло Михайлович Волосатих (рос. Павел Михайлович Волосатых; 15 грудня 1897, Усольє — 19 грудня 1956, Київ) — радянський військовик, Герой Радянського Союзу, в роки німецько-радянської війни командир 263-ї стрілецької дивізії 51-ї армії 4-го Українського фронту, полковник.

## Біографія
Народився 15 грудня 1897 року в місті Усольє (нині Пермського краю) в сім'ї робітника. Росіянин. Член КПРС з 1943 року. Закінчив шість класів середньої школи. У 1917 році добровільно вступив у Червону гвардію.
З 1918 року в лавах Червоної Армії. У 1923 році закінчив Харківську військову школу, а в 1928 році — курси «Постріл». Брав участь у першій світовій і Громадянській війні.
У боях німецько-радянської війни з вересня 1941 року. Воював на 4-му Українському фронті. 263-а стрілецька дивізія, якою командував полковник П. М. Волосатих, у квітні 1944 року в ході Кримської операції брала участь у прориві глибоко ешелонованої оборони противника і оволодінні містом Джанкоєм. 16 квітня 1944 року дивізія зайняла місто Бахчисарай і вийшла на підступи до Севастополя. У цих боях було знищено багато живої сили і техніки ворога.
Указом Президії Верховної Ради СРСР від 16 травня 1944 року за вміле командування дивізією і проявлені при цьому мужність і героїзм полковнику Павлу Михайловичу Волосатих присвоєно звання Героя Радянського Союзу з врученням ордена Леніна і медалі «Золота Зірка» (№ 3874).

Могила Павла Волосатих

Після закінчення війни продовжував службу в армії. З 1950 року генерал-майор П. М. Волосатих — в запасі. Жив у Києві. Помер 19 грудня 1956 року. Похований у Києві на Байковому кладовищі.

## Нагороди
Нагороджений двома орденами Леніна, трьома орденами Червоного Прапора, орденом Суворова 3-го ступеня, орденом Вітчизняної війни 1-го ступеня, медалями.